# Michel Destot
Michel Destot, né le 2 septembre 1946, à Malo-les-Bains (Nord), est un homme politique français, membre du Parti socialiste et député de l'Isère entre 1988 et 2017, également maire de Grenoble entre 1995 et 2014.
Tout d'abord proche de Michel Rocard, puis de Dominique Strauss-Kahn, Michel Destot devient un cadre du Parti socialiste. Il est notamment secrétaire national chargé de l'Industrie et des entreprises, président du Conseil national et membre du Bureau national.

## Études et carrière professionnelle

### Études
Michel Destot est diplômé de l’École nationale supérieure d'arts et métiers, puis obtient une licence de sciences et un doctorat en physique nucléaire à l'université Joseph-Fourier - Grenoble 1 (thèse soutenue sous la présidence du prix Nobel Louis Néel), tout en étant en parallèle diplômé de l'Institut d'études politiques de Grenoble.

### Débuts professionnels
Ingénieur du génie atomique, il intègre le Commissariat à l'énergie atomique en tant qu'ingénieur de recherche, d'abord au service des piles nucléaires à Saclay en 1973, puis à Grenoble à partir de 1976 et jusqu'en 1988. Il prend alors la direction du Centre de formation et de simulation du CEA et, dans le cadre de la diversification des réacteurs de recherche, il imagine avec une équipe d'ingénieurs et de techniciens les premiers outils de formation des opérateurs de centrales nucléaires.

### Chef d'entreprise
En 1989, il crée et devient PDG d'une start-up essaimée du CEA Grenoble, l'entreprise de haute technologie Corys, spécialisée dans la réalisation de simulateurs dans le domaine de l'énergie et des transports, où il travaille notamment avec Geneviève Fioraso chargée « des projets européens et de recherche et développement ». Michel Destot quitte cette société lors des échéances municipales de Grenoble en 1995.
Le 8 septembre 1997, le tribunal de commerce de Grenoble a approuvé la vente de Corys à la société belge TRACTEBEL, filiale de la Lyonnaise des Eaux. Corys devient une PME qui existe encore aujourd'hui et compte près de 250 collaborateurs, avec des filiales aux États-Unis, et en Chine.

## Carrière politique

### Au sein du Parti socialiste
Parallèlement à sa carrière de scientifique et de chef d'entreprise, il s’engage dans le militantisme politique après mai 1968, au sein de la gauche mendésiste, puis auprès de Michel Rocard, et plus tard de Bertrand Delanoë.
Proche de Michel Rocard au PSU d'abord puis au PS ensuite, Michel Destot a été au sein du PS l'un des animateurs de la sensibilité rocardienne. Entre 2000 et 2001, il participe à la création du courant Socialisme et démocratie, dont la figure principale est Dominique Strauss-Kahn. À la suite du départ de Dominique Strauss-Kahn pour Washington, où il a pris la tête du Fonds monétaire international, Michel Destot a été choisi pour animer Socialisme et Démocratie, avec Jean-Christophe Cambadélis et Pierre Moscovici.
Par ailleurs, d'après la liste arrêtée au 11 novembre 2003, Michel Destot est membre du Comité d'orientation scientifique de l'association fondée par Michel Rocard et Dominique Strauss-Kahn, À gauche en Europe et président des groupes de travail "politique industrielle" et "urbanisme" de cette association.
Le 6 mai 2008, Michel Destot fait partie des premiers signataires, avec notamment Bertrand Delanoë, d'un texte intitulé « Clarté, courage, créativité : pour un grand congrès socialiste » dans la perspective du Congrès de Reims du Parti socialiste, en novembre 2008.
En juin 2008, il prend l'initiative de publier un texte intitulé "Choisir pour la Gauche" en vue d'un rapprochement des militants de Socialisme et Démocratie et de Bertrand Delanoë. Ce texte est signé par : Patricia Adam (députée du Finistère), Alain Bergounioux (secrétaire national du PS), Pierre Bourguignon (député de Seine-Maritime), Daniel Delaveau (maire de Rennes), Marc Deluzet, Claude Évin (ancien ministre), Charles Josselin (ancien ministre), Dominique Lefebvre (maire de Cergy), Dominique de Nayves, Alain Richard (ancien ministre), Bernard Soulage (1er vice-président de la région Rhône-Alpes), Catherine Tasca (sénatrice des Yvelines).
Engagé auprès de Bertrand Delanoë, il devient, à la suite du Congrès de Reims, président du Conseil national du Parti socialiste, et à ce titre membre du Bureau national. Il préside également le cercle Inventer à gauche qui a tenu ses premières rencontres nationales en septembre 2009 autour de François Chérèque, Patrick Peugeot, Pascal Lamy, Élie Cohen... Plusieurs rapports et contributions thématiques, issus des travaux de ce cercle, sont versés aux débats et visent à contribuer au projet politique de la gauche dans la perspective de 2012. Ce cercle initialement constituée de militants politiques proches de Michel Rocard et Dominique Strauss-Khann voit le concours de personnalités comme Jacques Mistral, Philippe Jurgensen ou Robert Chapuis.
Dans le cadre des primaires citoyennes organisées en vue de l'élection présidentielle de 2012, Michel Destot soutient tout d'abord Dominique Strauss-Kahn, avant de se tourner vers Martine Aubry après le retrait du premier. Il intègre l'équipe de campagne de Martine Aubry pour les primaires citoyennes en ayant notamment la charge de l'animation du réseau des élus la soutenant. À la suite de l'investiture de François Hollande comme candidat du PS et du PRG à l'élection présidentielle de 2012, il est chargé par ce dernier de co-présider le Conseil des élus, directement placé auprès de lui dans son organigramme de campagne, en vue de la présidentielle de 2012. Il occupe également le rôle d'intermédiaire entre François Hollande et les dirigeants des grandes entreprises françaises pendant la campagne.

### À la mairie de Grenoble
En 1977, il devient pour la première fois conseiller municipal, élu sur la liste d'Hubert Dubedout, alors député, et maire de Grenoble. Il est plus particulièrement chargé de l'information municipale, il perd son siège de Conseiller Municipal aux élections Municipales de 1983, qui voit arriver Alain Carignon à la tête de la Capitale des Alpes.
Il devient député en 1988, un an plus tard à l'occasion des Municipales de 1989, il prend la présidence du groupe d'opposition socialiste et devient avec l'écologiste Raymond Avrillier un des principaux contradicteurs d'Alain Carignon.
Élu maire de Grenoble en 1995 face à Richard Cazenave, il choisit comme directrice de cabinet Geneviève Fioraso. Maire sortant en 2001, tête de la liste « Union pour Grenoble », il est réélu face à Max Micoud. À l'occasion des élections municipales françaises de 2008, il conduira dès le premier tour une liste d'union entre le PS, le PCF, le PRG, le MRC, le MoDem et des personnalités issues de la société civile : « Grenoble, l'avenir ensemble ». Il est réélu en 2008 avec 48,01 % des voix face à Fabien de Sans Nicolas (UMP - 29,50 %) et Maryvonne Boileau (ADES - 22,49 %).
Il annonce le 20 septembre 2013 ne pas briguer un quatrième mandat et soutenir la candidature de son premier adjoint, Jérôme Safar, qui est battu à l'élection municipale de 2014 à Grenoble par Éric Piolle tête de liste du regroupement écologiste et parti de gauche.
Il écrit un ouvrage autobiographique Ma passion pour Grenoble en avril 2015.

### Au Conseil général de l’Isère
En 1985, il est élu conseiller général de l'Isère, sur le canton de Grenoble-3. Il est réélu en 1992, mais est remplacé en 1995, après une élection cantonale partielle, par le socialiste Denis Pinot, après avoir été élu maire de Grenoble en raison de la législation sur le non-cumul des mandats.

### À l’Assemblée nationale

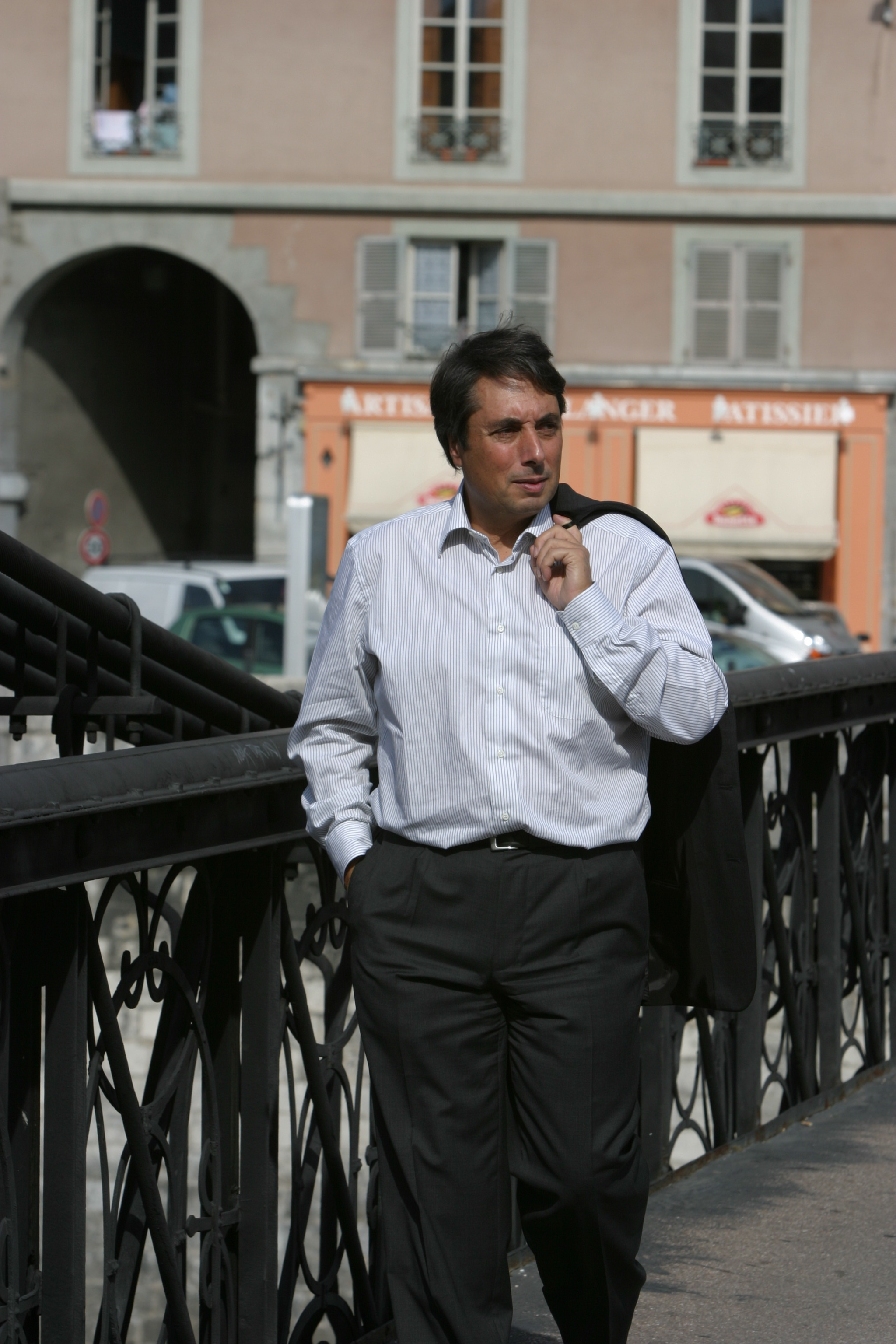
Michel Destot en 2007.

En 1988, il est élu député de la troisième circonscription de l'Isère, qui regroupe les communes de Grenoble, Fontaine, Sassenage, Veurey-Voroize et Noyarey. Il est ensuite réélu en 1993 malgré la vague bleue, en 1997, en 2002, en 2007 et lors des dernières élections législatives de 2012. Il totalise alors 66,13 % des voix au second tour, réalisant ainsi son meilleur score depuis 1988 et le meilleur score régional pour un duel droite/gauche. Il siège au sein du groupe majoritaire socialiste, républicain et citoyen.
De 1997 à 2002, membre de la Commission des finances, de l'économie générale et du plan, il a été rapporteur spécial du budget de l'Industrie. Il a initié les "Rencontres parlementaires de l'énergie". Il est d'ailleurs toujours secrétaire du groupe d'étude sur les énergies.
Depuis 2002, il est membre de la Commission des Affaires étrangères de l'Assemblée nationale et en a été le Secrétaire jusqu'en 2007. Au cours de la législature 2007-2012, il a occupé les fonctions de Vice-président de cette commission, dans le cadre d'une vice-présidence tournante au sein du groupe socialiste. Il a par ailleurs été Président du groupe d'amitié France-Lituanie, Vice-président du groupe d'amitié France-Afghanistan et membre du groupe d'étude sur le Tibet.
Après son appel à voter Emmanuel Macron lors du second tour des élections présidentielles, il décide de briguer un nouveau mandat. Mais, Michel Destot est très nettement battu dès le premier tour des élections législatives françaises de 2017 sur sa circonscription. Arrivé en quatrième position avec 10,03 % des suffrages exprimés, c'est Émilie Chalas de LREM qui lui succède au Palais Bourbon.

### Autres responsabilités nationales
Parallèlement à ses mandats électifs, Michel Destot a occupé la présidence du Conseil national des missions locales de 1998 à 2002, puis celle du Groupement des autorités responsables de transport (GART) de 2001 à 2008.
Vice-président de l'AMGVF, Association des maires des grandes villes de France, il a assuré la présidence par intérim de cette association avec le sénateur-maire de Perpignan, Jean-Paul Alduy, à la suite de l'entrée au gouvernement de l'ancien président de l'AMGVF, Jean-Marie Bockel.
Le 13 septembre 2007, il a été élu président de l'AMGVF, à l'unanimité des membres du Bureau de l'association. Il a été réélu à ce poste le 21 mai 2008, lors du renouvellement des instances de l'AMGVF faisant suite aux élections municipales de mars 2008.
Il participe avec d'autres « éléphants » du PS opposés à la Nouvelle union populaire écologique et sociale (Nupes) à un « séminaire social-démocrate » en septembre 2022.

## Synthèse des mandats et fonctions
Principales responsabilités politiques et électives : 
- Membre de la direction nationale du PSU de 1971 à 1974 ;
- conseiller municipal de Grenoble de 1977 à 1983, puis de 1989 à 2014 ;
- conseiller général de l'Isère de 1985 à 1995 ;
- député de l'Isère de 1988 à 2017, réélu en 1993, 1997, 2002, 2007 et 2012 ;
- Maire de Grenoble de 1995 à 2014, réélu en 2001 et 2008 ;
- président du Conseil national des missions locales de 1998 à 2002 ;
- président du Groupement des Autorités responsables de transports de 2002 à 2008 ;
- vice-président de l'Association des maires de grandes villes de France de 2001 à 2007, et de 2007 à 2014 président de cette association d'élus ;
- vice-président de la Fédération nationale des agences d'urbanisme 2008-2014 ;
- vice-président de La Métro, alors communauté d'agglomération de Grenoble, chargé des relations internationales 2008-2014 ;
- président du Conseil national et membre du Bureau national du Parti socialiste 2008-2017 ;
- secrétaire national du Parti socialiste depuis 2012-2017.

Autres responsabilités : 
- membre du Forum européen de l'énergie et des transports ;
- président du groupe d'amitié parlementaire France-Lituanie ;
- vice-président du groupe d'amitié parlementaire France-Afghanistan ;
- membre du groupe d’amitié parlementaire France-Israël ;
- membre du Conseil national de l'air ;
- président du Conseil de surveillance du centre hospitalier universitaire Grenoble-Alpes ;

## Réalisations et controverses

### Politique urbaine
Maire de Grenoble depuis juin 1995, Michel Destot réalise plusieurs projets d'urbanisme, comme le quartier Vigny Musset, achève le quartier Europole débuté par son prédécesseur, lance le quartier de Bonne dont le centre commercial ouvre en septembre 2010. Il réalise également la reconversion des 14 hectares du site Bouchayer-Viallet, et vers la fin de son mandat, engage la transformation des quartiers Beauvert et Flaubert, ainsi que des 250 hectares du polygone scientifique.

### Politique des transports

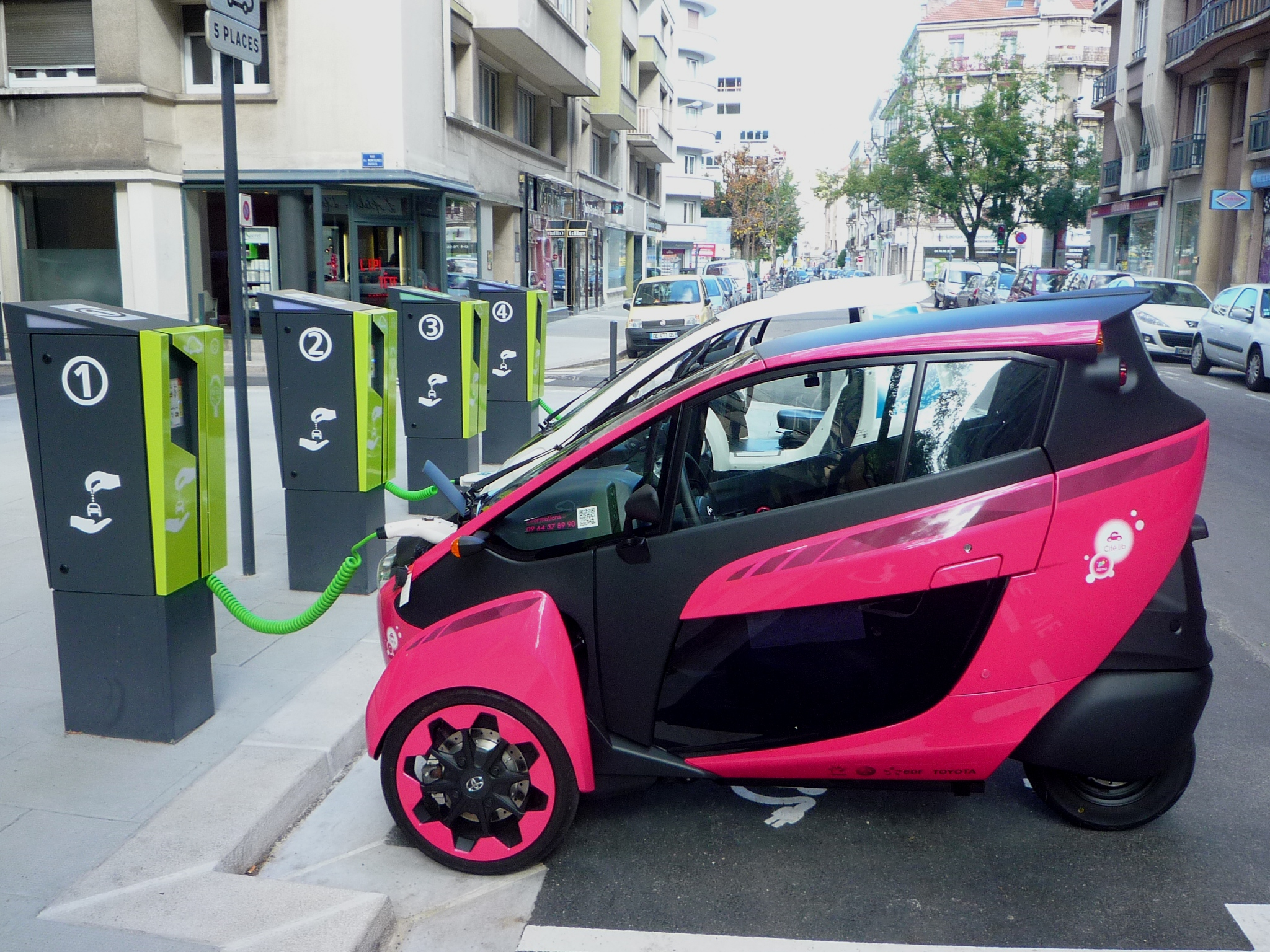
Toyota i-road, rue Thiers à Grenoble.

Sur le plan des déplacements, il pousse la construction en 2006 par la Metro de la ligne C du tramway de Grenoble, et inaugure en juin 2010 le bâtiment de la Gestion multimodale centralisée des déplacements qui prendra l'année suivante le nom de Stationmobile. Il met en service en janvier 2011 le pont de Chartreuse et lance la même année la construction par la Métro de la ligne E du tramway de Grenoble. En 2012, il lance la requalification des quais de l'Isère visant à réduire la circulation automobile sur une seule voie de circulation au lieu de deux. Parallèlement, il lance le projet i-Road de déplacement innovant électrique avec des bornes de recharge. Ce projet est notamment monté en partenariat avec Toyota et EDF constituant une exclusivité mondiale autour du transport innovant électrique dans des véhicules nouveaux mis en service en octobre 2014,.

### Politique culturelle et sportive
Sur un plan culturel, il inaugure le musée de l'Ancien Évêché (musée départemental) en septembre 1998 (projet initié par son prédécesseur), la MC2 rénovée en septembre 2004, le Centre d'art Bastille (association LIA) en juin 2006, le nouveau musée des troupes de montagne (musée de l'Armée) en octobre 2009, le musée Stendhal (musée municipal) en septembre 2012 et le premier American Corner de France le mois suivant dans l'Hôtel de Lesdiguières. En 2012, il lance le chantier de la salle de spectacle de 900 places, La Belle Électrique qui sera mise en service le 10 janvier 2015 dans le quartier Bouchayer-Viallet.
Sur le plan des équipements, il ouvre la patinoire Polesud et l'extension du centre commercial Grand'place en 2001, puis réalise en 2005 la mise en accessibilité pour les personnes à mobilité réduite du téléphérique de Grenoble Bastille, ainsi que du fort de la Bastille.

### Politique industrielle
Michel Destot, soutenu dans son action, par le conseil d'agglomération lance les centres de recherche Minatec (2006), Clinatec (2011), le pôle d'innovation NanoBio (2001), les pôles de compétitivité mondial Minalogic (2005), Axelera (2008) et GreEn-ER (2012). Son soutien au projet Nanoelec a été récompensé lorsque Grenoble a obtenu le 10 mai 2011 le premier Institut de recherche technologique en France.

### Controverses et opposition

#### Opposition aux nouvelles technologies

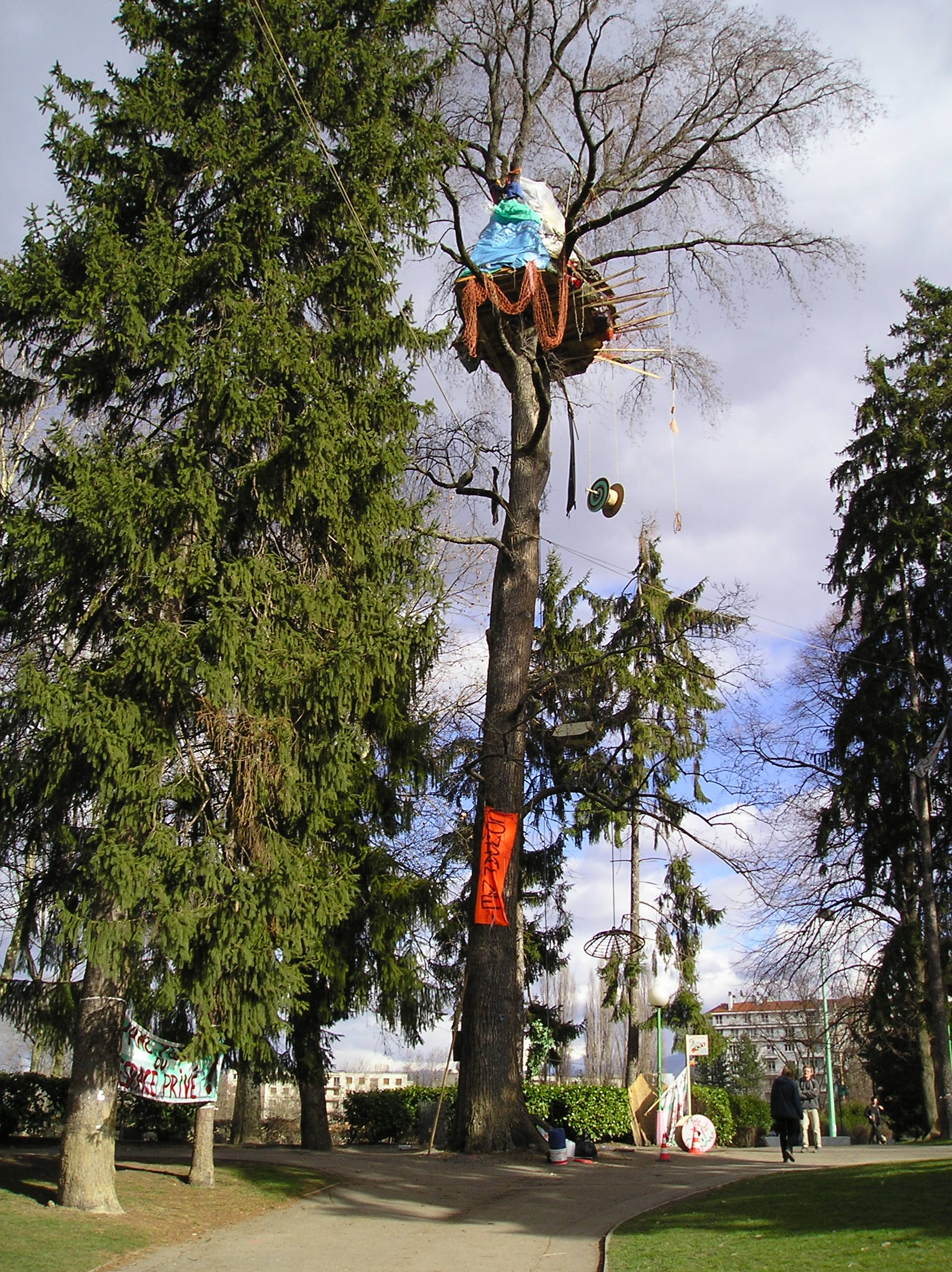
Installé en haut d'un arbre, un « Écocitoyen » s'oppose à la coupe d'un arbre centenaire.

En juin 2006, des opposants à la nanotechnologie, venus de toute la France et bénéficiant du soutien du réseau « Sortir du nucléaire », viennent manifester à Grenoble contre l'inauguration de Minatec, projet soutenu par Michel Destot et le président de Grenoble-Alpes Métropole

#### Controverse locale sur le Stade des Alpes
La controverse la plus médiatisée fut la décision de création, par la Metro (communauté d'agglomération Grenoble Alpes Métropole), d'un stade d'agglomération au cœur de la ville, à côté de la mairie, à la place de l'ancien stade Charles-Berty devenu vétuste. La création de ce stade de plus grande taille nécessitait, en effet, le réaménagement d'une partie du parc Paul-Mistral.
À cette occasion de nombreux opposants, venus de toute l'Europe, se sont installés pendant plusieurs mois en 2003 à la cime des arbres centenaires qui devaient être coupés. Le face-à-face tendu a duré plusieurs mois, relayé par les journaux télévisés nationaux. Le 12 février 2004, le site du parc concerné par les travaux a été évacué à la suite d'une décision de justice par une compagnie de CRS équipés de filets et de nacelles pour déloger à plusieurs dizaines de mètres les derniers résidents des arbres. Le stade baptisé « stade des Alpes » est inauguré le 15 février 2008. Mais trois ans plus tard, en juillet 2011, le club professionnel GF38, pour lequel le stade des Alpes avait été construit, dépose son bilan à la suite de la faillite de son actionnaire principal. Considéré comme un éléphant blanc par certains opposants, il héberge aujourd'hui non seulement les matchs de football mais aussi ceux du FC Grenoble rugby, le Winter Game 2013 des Brûleurs de loups, des espaces de séminaires et de congrès, ainsi qu'une salle de sport.

#### Controverse locale sur la "rocade nord" de Grenoble
Le projet de rocade Nord, relancé en 2007 face aux problèmes de circulation et porté par le conseil général de l'Isère, a suscité de vives émotions chez les écologistes. Un référendum, dont la forme très contestée, a été organisé par le conseil général : plus de 83 % des 169 000 personnes ayant répondu ont approuvé ce projet de rocade. Toutefois ce projet n'a pas abouti, l'enquête préalable à la déclaration d'utilité publique s'étant, très inhabituellement, conclue par un avis défavorable : la Commission d'enquête a estimé à l'unanimité que les inconvénients du projet l'emportaient sur les avantages.

## Distinctions
- Chevalier de la Légion d'honneur (2021)

## Publications
- Encourager l'innovation en France, moteur de la croissance et source de nouveaux emplois, Assemblée nationale
- Énergie et climat - Réponses à une crise annoncée, chez Plon, édition Fondation Jean-Jaurès, septembre 2006.
- Transports publics urbains en Europe, Forum européen de l'énergie et des transports
- Quelle attitude rationnelle avoir face aux délocalisations en France et en Europe ?, À gauche en Europe
- Les ONG françaises : acteurs et opérateurs de la solidarité internationale, Assemblée nationale
- ETI et PME, pour une innovation compétitive, édition Fondation Jean-Jaurès, septembre 2011.
- 2012-2017 : quel avenir pour l’enseignement supérieur et la recherche ?, édition Fondation Jean-Jaurès, 2012.